# Sant'Apollinare in Classe

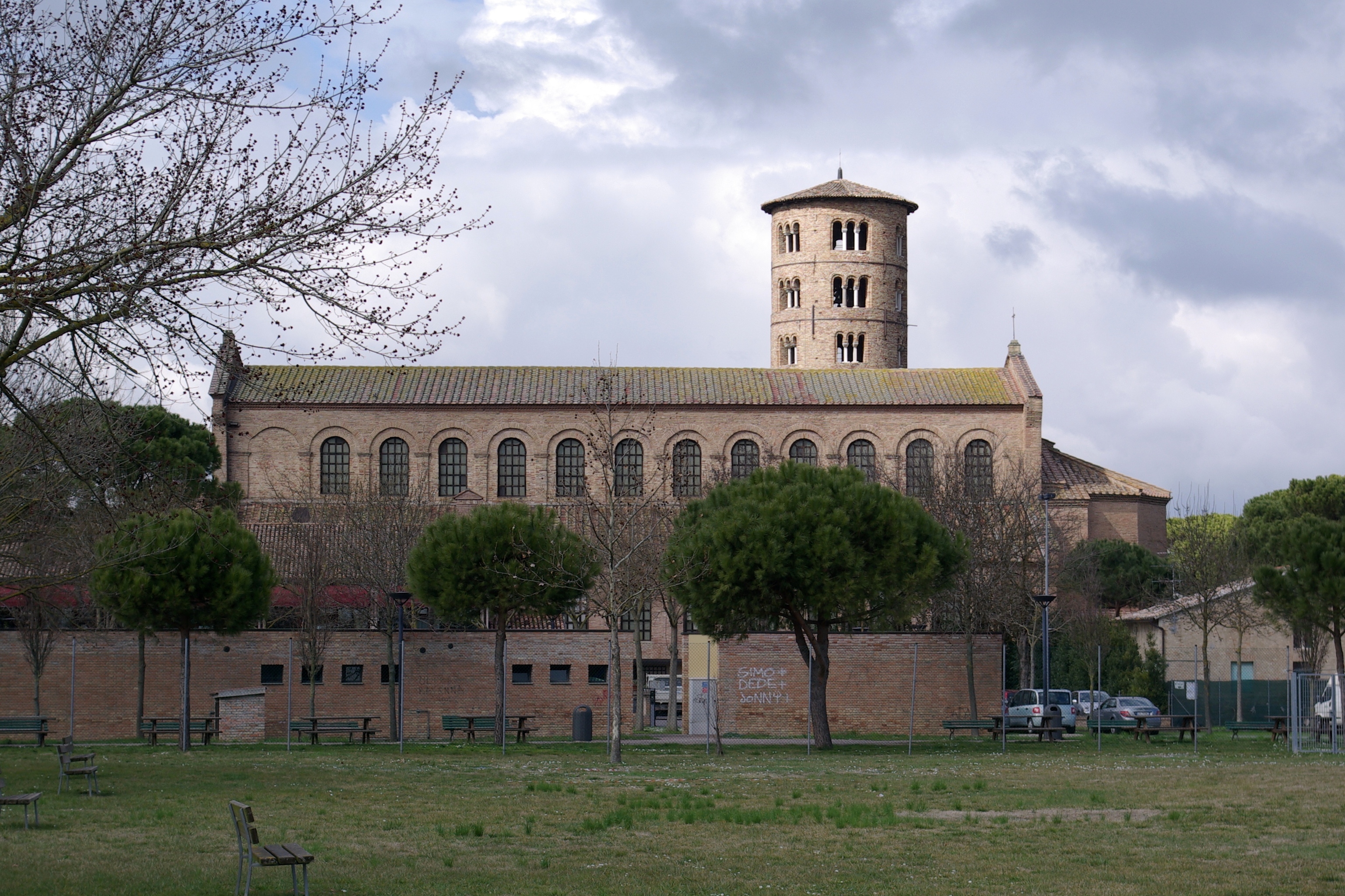
Sant'Apollinare in Classe.

Sant'Apollinare in Classe är en basilika, belägen omkring fem kilometer från Ravennas centrum, uppförd på 500-talet, bekostad av den bysantinske bankiren och mecenaten Giuliano Argentario. Klocktornet är en senare tillbyggnad. I absidmosaiken finns ett crux gemmata. Tillnamnet ”Classe” kommer av latinets classis, ”flotta”. Under romarrikets tid var en av de romerska flottorna förlagd vid kusten utanför Ravenna.
Kyrkan är upptagen på Unescos världsarvslista.

## Bilder
| - Fasaden. - Interiören. - Absidmosaiken med crux gemmata. |